# Episodi di Mary Kills People (seconda stagione)
La seconda stagione della serie televisiva Mary Kills People, composta da 6 episodi, è stata trasmessa in Canada su Global dal 3 gennaio al 7 febbraio 2018.
La storia riprende 8 mesi dopo la fine della prima stagione. Durante questo periodo di tempo Mary ha proseguito il suo business in autonomia rifornendosi del pentobarbital in Messico; Des ha scontato la sua condanna in galera e può uscire in anticipo per buona condotta. Non appena fuori vuole riprendere il business con Mary, ma l'incontro con Olivia Bloom li porterà ad affrontare una richiesta di morte inaspettata.
In Italia, la stagione è stata distribuita su TIMvision l'8 gennaio 2019.
| n° | Titolo originale | Titolo italiano    | Prima TV Canada | Pubblicazione Italia |
| -- | ---------------- | ------------------ | --------------- | -------------------- |
| 1  | The means        | I significati      | 3 gennaio 2018  | 8 gennaio 2019       |
| 2  | The connection   | La connessione     | 10 gennaio 2018 | 8 gennaio 2019       |
| 3  | Twin Flames      | Anime gemelle      | 17 gennaio 2018 | 8 gennaio 2019       |
| 4  | Ride or Die      | Procedere o morire | 24 gennaio 2018 | 8 gennaio 2019       |
| 5  | Come to Jesus    | Affidati al cielo  | 31 gennaio 2018 | 8 gennaio 2019       |
| 6  | Fatal Flaw       | Errore fatale      | 7 febbraio 2018 | 8 gennaio 2019       |